# Centennial (Colorado)
Centennial ist eine Stadt im Arapahoe County im US-amerikanischen Bundesstaat Colorado, Vereinigte Staaten. Sie gehört zu den südlichen Vororten Denvers und besteht weitgehend aus Reihensiedlungen, die durch geschwungene Straßennetze mit vielen Sackgassen erschlossen werden.

## Geografie
Das Einzugsgebiet der Stadt beträgt 72,3 km² und belegt damit Platz 4 der größten Städte in der Metropolregion Denver-Aurora.

## Geschichte
Die Stadt wurde nach einer Volksabstimmung im September 2000 offiziell am 7. Februar 2001 in Arapahoe County gegründet. Vorher war die größte Siedlung im neuen Gemeindegebiet der unselbständige census-designated place Southglenn, das mit 43.520 Einwohnern auf 25,2 km² bei der Volkszählung im Jahr 2000 geführt wurde. Der Name lebt noch in der 2010 eröffneten Mall Streets at Southglenn, die eine traditionelle Einkaufsstraße mit individuellen Läden simuliert und damit einen Gegensatz zu den großen, geschlossenen Hallen darstellt, die die Mehrzahl der Einkaufszentren in den USA bilden.

## Demografische Daten
In Centennial leben 100.377 Menschen in 37.449 Haushalten (Stand: 2010).
Nach Hautfarbe sind es ca. 87,4 % Weiße, 4,8 % Latinos (Hispanoamerikaner), 3,6 % Asiaten, 2,4 % Afroamerikaner sowie 0,4 % Indianer (Stand: 2004).
Das Durchschnittsalter beträgt 37,2 Jahre (US-amerikanisches Durchschnittsalter 35,2 Jahre, Stand: 2003).
Auf 100 weibliche Einwohner kommen 98 männliche Einwohner (Stand: 2003).

## Flughafen
Centennial Airport, ehemals Arapahoe County Airport, ist einer der belebtesten Flughäfen für kommerziellen Flugverkehr (Privatflugzeuge, kleinere Flugzeuge) in den USA.
Der Flughafen liegt außerhalb der Stadt Centennial. Der Flughafen wurde nicht nach Centennial benannt, da er bereits 30 Jahre vor der Stadtgründung seinen neuen Namen erhielt.

## Söhne und Töchter der Stadt
- Amy Barczuk (* 1990), ehemalige Fußballspielerin
- Madisen Beaty (* 1995), Schauspielerin